# Medina (quartiere)
La medina (dall'arabo madīna, "città") è un quartiere antico, caratteristico di molte città del Maghreb, ma presente in passato anche in Andalusia e in Sicilia (la Kalsa di Palermo fu la medina dell'allora capitale isolana).

## Caratteristiche
Generalmente le medine sono murate, attraversate da molti vicoli che formano veri e propri labirinti e furono costruite dagli Arabi intorno al IX secolo d.C.. Al loro interno possono trovarsi fontane storiche, palazzi e moschee, monumenti di grande valore culturale ed importanti attrazioni turistiche. Sono libere dal traffico automobilistico e in alcuni casi anche da moto e biciclette, in quanto la larghezza dei loro vicoli spesso non supera un metro. Ciò le rende uniche tra i centri urbani più densamente popolati. Alcune medine riuscirono a svolgere la funzione di confondere e rallentare gli invasori.

## Sedi di medine esistenti
- Algeri, Algeria - La casba di Algeri è una medina rinominata dopo la sua fortificazione.
- Bengasi, Libia
- Casablanca, Marocco
- Chefchaouen, Marocco
- Dakar, Senegal
- Derna, Libia
- Essaouira, Marocco
- Fès o Fez, Marocco, è la più grande medina del mondo
- Garian, Libia
- Gadames, Libia
- Ghat, Libia
- Hammamet, Tunisia
- Hon, Libia
- Istanbul, Turchia
- Qayrawan, Tunisia
- Mahdia, Tunisia
- Marrakech, Marocco
- Mazara del Vallo, Italia
- Medina, Malta
- Meknès, Marocco
- Rabat, Marocco
- Sebha, Libia
- Smirne, Turchia
- Susa, Tunisia
- Tangeri, Marocco
- Tétuan, Marocco
- Tozeur, Tunisia
- Tripoli, Libia è la più grande medina della Libia
- Tunisi, Tunisia
- Zliten, Libia

Tripoli, Libia
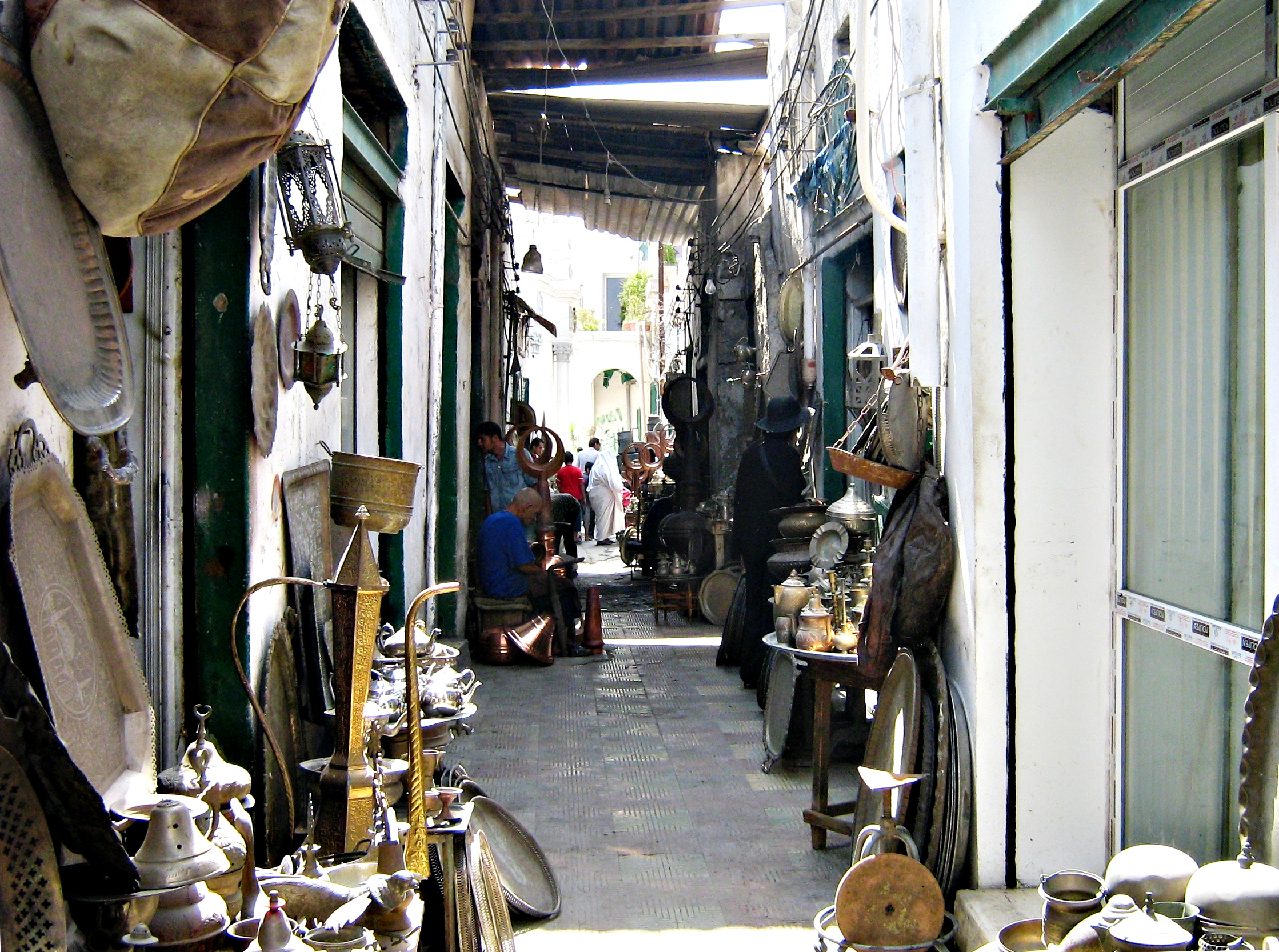
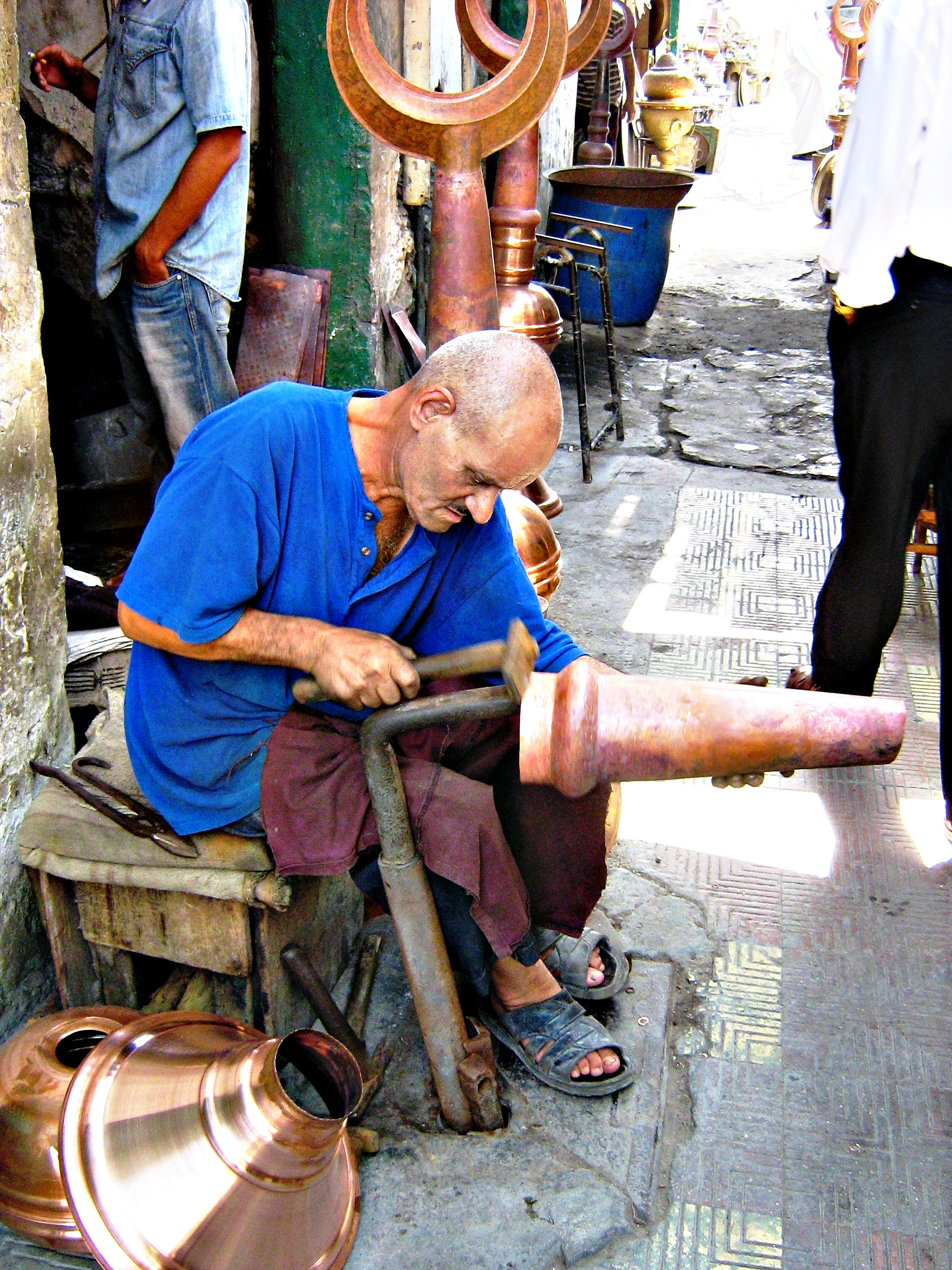
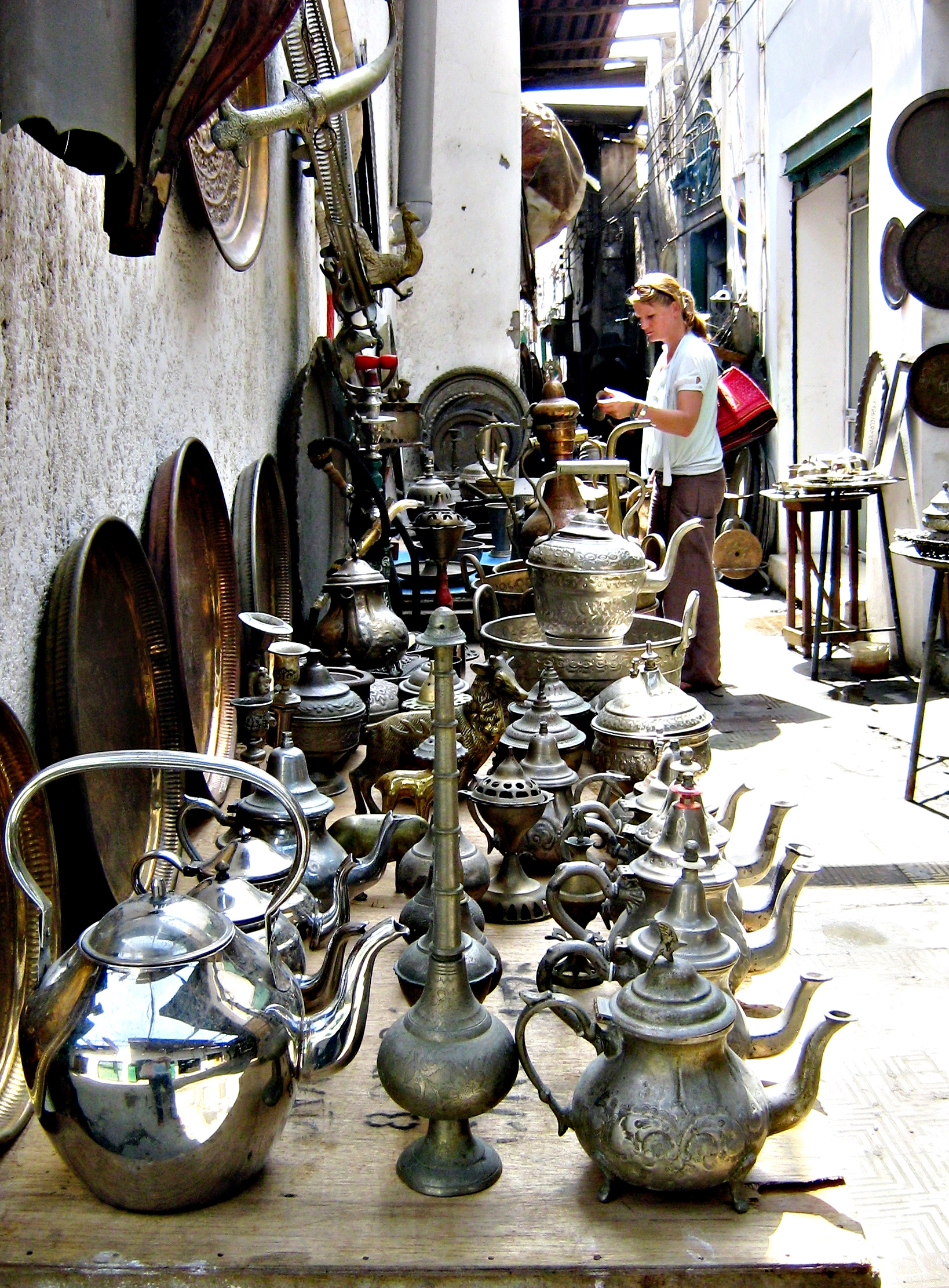
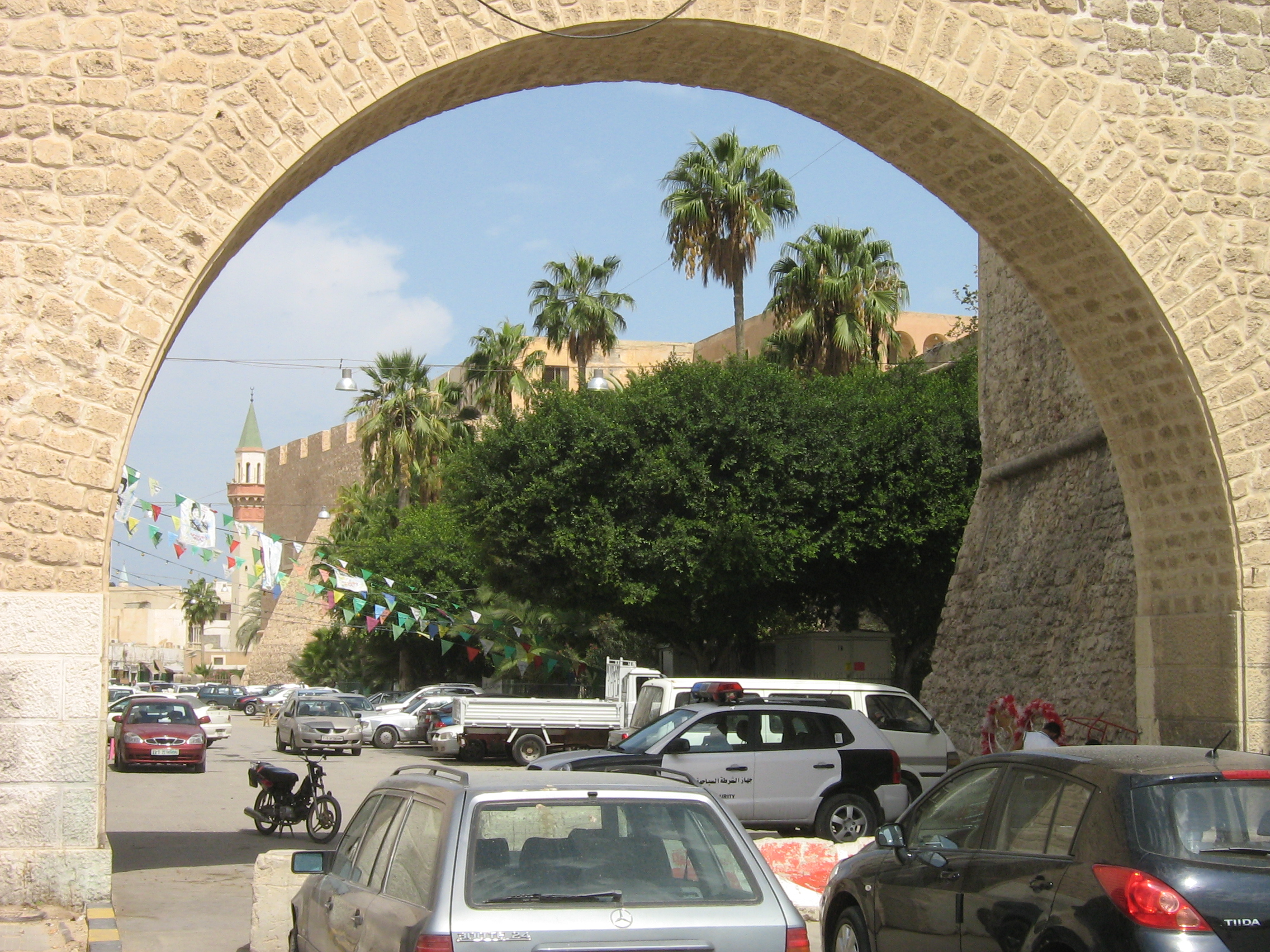

## Rovine di medine
- Granada (al-Andalus)
- Cordova (al-Andalus)
- Siviglia (al-Andalus)